# Присяжнюк Микола Васильович
Микола Васильович Присяжнюк (25 жовтня 1961, с. Слобідка, Тисменицький район, Івано-Франківська область — 1 квітня 2016, Донецьк) — український композитор, співак, режисер, Заслужений працівник культури України, лауреат всеукраїнських та міжнародних конкурсів. Був головою Донецької організації Всеукраїнського товариства «Просвіта», директором Центру слов'янської культури.

## Життєпис
Микола Присяжнюк народився 25 жовтня 1961 року в селі Слобідка Івано-Франківської області.
У 1986 році закінчив Харківський державний інститут культури за спеціальністю культурно-просвітницький працівник та хормейстера. Того ж року, переїхавши до Донецька, очолив Палац Культури імені О. С. Пушкіна. У 1988 році заснував та очолив першу в Донецьку Дитячу школу мистецтв, що діяла при загальноосвітній школі № 119.
У 1999 році закінчив Донецький національний університет за спеціальністю «українська мова та література».
У 2000 році очолив Палац культури металургів (у теперішній час — Центр Слов'янської Культури) міста Донецька.
У 2009 році указом президента України нагороджений званням заслуженого працівника культури.
У тимчасово окупованому Донецьку у ніч проти 1 квітня 2016 року трагічно загинув від рук невідомих у власному будинку.